# Timoteo Sánchez
El General Timoteo Sánchez fue un militar mexicano que participó en la Revolución mexicana.
Nacido en Santa Cruz, en febrero de 1911 y con su propia banda de rebeldes, se sumó al movimiento maderista. Participó en el ataque y toma de la fábrica de hilados y tejidos de Metepec, Puebla. Al romper Emiliano Zapata con Francisco I. Madero permaneció fiel al movimiento surino distinguiéndose como uno de los jefes más activos, logrando obtener el grado de general. Por casi nueve años operó en la zona norte de Yautepec y en los alrededores de Tepoztlán. El 10 de abril de 1919 formó parte de las fuerzas que acompañaron a Emiliano Zapata a la Hacienda de Chinameca, donde fue asesinado el caudillo. Timoteo Sánchez, junto con los principales jefes zapatistas, firmó el manifestado de compromiso e invitación a continuar la lucha y obra del jefe suriano. En mayo de 1920, al efectuarse la unificación revolucionaria se retiró a la vida privada en el pueblo de Tlacualpican. Murió en 1967.